# Eddy Pieters Graafland
Eddy Pieters Graafland (Amszterdam, 1934. január 5. – 2020. április 28.) válogatott holland labdarúgó, kapus, edző.

## Pályafutása

### Klubcsapatban
1948-ban az Ajax korosztályos csapatában kezdte a labdarúgást. 1952 és 1958 között az Ajax, 1958 és 1970 között a Feyenoord kapusa volt. Az Ajax-szal egy, a Feyenoorddal négy bajnoki címet szerzett. Tagja volt az 1969–70-es idényben BEK-győztes együttesnek.

### A válogatottban
1957 és 1967 között 47 alkalommal szerepelt a holland válogatottban.

### Edzőként
1979 és 1981 között a Feyenoord ifjúsági csapatának az edzőjeként tevékenykedett.

## Sikerei, díjai
Ajax
- Holland bajnokság
  - bajnok: 1956–57

 Feyenoord
- Holland bajnokság
  - bajnok (4): 1960–61, 1961–62, 1964–65, 1968–69
- Holland kupa
  - győztes (2): 1965, 1969
- Bajnokcsapatok Európa-kupája
  - győztes: 1969–70